# Басимское сельское поселение
Басимское се́льское поселе́ние — муниципальное образование в Соликамском районе Пермского края Российской Федерации.
Административный центр — посёлок Басим.

## История
Статус и границы сельского поселения установлены Законом Пермской области от 9 декабря 2004 года № 1884-410 «Об утверждении границ и о наделении статусом муниципальных образований Соликамского района Пермского края»

## Население
| 2010 | 2012 | 2013 | 2014 | 2015 | 2016 | 2017 |
| ---- | ---- | ---- | ---- | ---- | ---- | ---- |
| 590  | ↘573 | ↘568 | ↘559 | ↘531 | ↗538 | ↘503 |
| 2018 |      |      |      |      |      |      |
| ↘497 |      |      |      |      |      |      |

## Состав сельского поселения
| № | Населённый пункт | Тип населённого пункта          | Население |
| - | ---------------- | ------------------------------- | --------- |
| 1 | Басим            | посёлок, административный центр | 461       |
| 2 | Крутики          | деревня                         | 1         |
| 3 | Оськино          | деревня                         | 4         |
| 4 | Ульва            | деревня                         | 1         |
| 5 | Уролка           | село                            | 120       |